# Yves Desmarets
Yves Desmarets est un footballeur international haïtien, né le 19 juillet 1979 à Paris. Il évolue au poste de milieu de terrain avec le club portugais du Vitoria Guimarães et la sélection haïtienne.

## Carrière
| Période   | Club                 | Pays     | Matchs | Buts |
| 2002-2003 | Les Lilas            | France   |        |      |
| 2003-2004 | Les Lilas            | France   |        |      |
| 2004-2005 | Les Lilas            | France   |        |      |
| 2005-2006 | Red Star             | France   |        |      |
| 2006-2007 | Vitória Guimarães    | Portugal | 22     | 2    |
| 2007-2008 | Vitória Guimarães    | Portugal | 30     | 4    |
| 2008-2009 | Vitória Guimarães    | Portugal | 29     | 2    |
| 2009-2010 | Vitória Guimarães    | Portugal | 28     | 2    |
| 2010-2011 | Deportivo La Corogne | Espagne  | 12     | 0    |